# Deportivo Malacateco
Club Deportivo Malacateco – gwatemalski klub piłkarski z siedzibą w mieście Malacatán, w departamencie San Marcos. Występuje w rozgrywkach Liga Nacional. Domowe mecze rozgrywa na obiekcie Estadio Santa Lucía.

## Osiągnięcia

### Krajowe
- Liga Nacional

| zwycięstwo (1):     | 2021 (A) |
| drugie miejsce (1): | 2019 (C) |

## Historia
Klub został założony 8 września 1962 z inicjatywy lokalnych działaczy piłkarskich, w wyniku fuzji funkcjonujących w mieście w latach 1957–1962 zespołów Morazán, Interrogación i Juvenil. W 1964 roku awansował do drugiej ligi gwatemalskiej, w której występował w latach 1965–1972, po czym spadł do trzeciej ligi. Spędził w niej kolejne kilkadziesiąt lat, bezskutecznie walcząc o powrót na zaplecze najwyższej klasy rozgrywkowej i często zmagając się z problemami finansowymi i organizacyjnymi. Na pewien okres zmienił wówczas swoje tradycyjne, czerwono-białe barwy na niebieskie. Do drugiej ligi awansował dopiero w 2004 roku i grał w niej w latach 2004–2007.
W 2007 roku Malacateco wywalczył historyczny awans do gwatemalskiej Liga Nacional, zostając mistrzem drugiej ligi zarówno w jesiennej fazie Apertura, jak i w wiosennej Clausura. Pobyt klubu w pierwszej lidze trwał jednak zaledwie rok (2007–2008), po czym spadł on szczebel niżej. Do Liga Nacional powrócił już w 2010 roku, po zwycięstwie w meczu barażowym z Petapą (1:0). Kilka lat później wywalczył swój pierwszy większy sukces w historii: wicemistrzostwo Gwatemali (Clausura 2019). W sezonie Apertura 2021 pod wodzą szkoleniowca Roberto Hernándeza piłkarze Malacateco zdobyli zaś premierowy tytuł mistrza Gwatemali. Dzięki temu klub wziął udział w pierwszych międzynarodowych rozgrywkach w swojej historii, Lidze CONCACAF, jednak odpadł już w rundzie preliminarnej.

### Rozgrywki międzynarodowe
| Sezon | Rozgrywki     | Runda | Klub                   | Dom | Wyjazd | Ogólnie |
| ----- | ------------- | ----- | ---------------------- | --- | ------ | ------- |
| 2022  | Liga CONCACAF | QR    | Sporting San Miguelito | 1:1 | 0:3    | 1:4     |

## Aktualny skład
Stan na 1 października 2023.
| Nr | Poz. | Piłkarz               |
| -- | ---- | --------------------- |
| 1  | BR   | Alejandro Peláez      |
| 5  | OB   | Hiram Muñoz           |
| 6  | OB   | Kevin Ramírez         |
| 7  | PO   | Javier Estrada        |
| 8  | PO   | Yonathan Morán        |
| 9  | NA   | Pedro Báez            |
| 10 | PO   | José Ochoa            |
| 11 | NA   | Nelson Andrade        |
| 12 | PO   | Wilson Godoy          |
| 13 | OB   | Carlos Estrada        |
| 14 | PO   | Jorge Sánchez Laparra |
| 15 | OB   | Carlos Aguilar        |
| 16 | PO   | Durban Reyes          |
| 17 | OB   | Roberto Meneses       |

| Nr | Poz. | Piłkarz            |
| -- | ---- | ------------------ |
| 18 | OB   | Elmer Morales      |
| 20 | NA   | Diego Ramírez      |
| 21 | NA   | Ángel López        |
| 22 | NA   | Agustín Espíndola  |
| 23 | OB   | Raúl Calderón      |
| 25 | OB   | Mario Girón        |
| 26 | PO   | Frankli Quinteros  |
| 30 | BR   | Luis Ruiz          |
| 31 | NA   | Douglas Paz        |
| 33 | PO   | Tobit Vásquez      |
| 77 | PO   | Sergio Pérez       |
| 80 | PO   | William Amaya      |
| 98 | NA   | Gerson Rivera      |
| 99 | NA   | Anderson Villagrán |

## Trenerzy
- Francisco Pineda (1981)[1]
- Eduardo Santana (2004–2005)
- Paulo César Barros (2006–2008)[7]
- Iván León (2008–2009)
- Franklin Cetré (2009–2010)[8]
- Héctor Julián Trujillo (2010–2012)[9]
- Mauricio Wright (2012–2014)[10]
- Paulo César Barros (2014)[7]
- Emilio Umanzor (2014–2015)[11]
- Nelson Ancheta (2015)[12]
- Jorge Díaz (2015)
- Rónald Gómez (2015–2016)[13]
- Emilio Umanzor (2017)[14]
- Mauricio Wright (2017–2018)[15]
- Jorge Díaz (2018)
- Rónald Gómez (2018–2021)[16]
- Matías Tatangelo (2021)
- Jorge Díaz (2021)
- Roberto Hernández (2021–2022)
- Israel Hernández (2022)
- Adrián García Arias (2022–2023)
- Walter Claverí (2023)
- Gabriel Pereyra (od 2023)